# Лејнсборо
Лејнсборо (енгл. Lanesboroug) град је у округу Беркшир у савезној држави Масачусетс, САД. Према попису из 2000, град је имао 2.990 становника. Људи су населили то подручје 1753. године, а град је добио име по грофици од Лејнсбороа. Глумица Бети Дејвис је у овом граду живела три године - док је ишла у основну школу Crestalban.

## Демографија
| Godina | Stanovništvo |
| ------ | ------------ |
| 1850   | 1229         |
| 1860   | 1308         |
| 1870   | 1393         |
| 1880   | 1286         |
| 1890   | 1018         |
| 1900   | 780          |
| 1910   | 947          |
| 1920   | 1054         |
| 1930   | 1170         |
| 1940   | 1321         |
| 1950   | 2069         |
| 1960   | 2933         |
| 1970   | 2972         |
| 1980   | 3131         |
| 1990   | 3032         |
| 2000   | 2990         |
| 2010   | 3091         |

## Становништво
| Група             | 2000. | 2010. |
| Белци             |       |       |
| Афроамериканци    |       |       |
| Азијати           |       |       |
| Хиспаноамериканци |       |       |
| Укупно            |       |       |